# Lijst van steden met een trolleybusnetwerk
Hieronder staat een lijst van steden met een trolleybusnetwerk.

## Afghanistan
opgeheven:
- Kaboel (1976-1992) → Trolleybus van Kabul

## Algerije
opgeheven:
- Algiers (1935-1974)
- Constantine (1921-1963)
- Oran (1939-1969)

## Argentinië
- Córdoba
- Rosario (24 mei 1959 - onderbreking van de exploitatie tussen 1 januari 1993 en 25 januari 1994)

opgeheven:
- Buenos Aires (1948-1966)
- La Plata (1954-1966)
- Mar del Plata (1956-1963)
- Mendoza (1913-1915 en 1958-2021)
- San Miguel de Tucumán (1955-1962)

## Armenië
- Jerevan (1949) → Trolleybus van Jerevan
- Gjoemri (1962)

## Australië
opgeheven:
- Brisbane (1951-1969)
- Adelaide (1932-1963)
- Hobart (1935-1968) → Trolleybus van Hobart
- Launceston (1951-1968)
- Perth (1933-1969)
- Sydney (1934-1959)

## Azerbeidzjan
opgeheven:
- Bakoe (1941-2006)
- Gəncə (1955-2004)
- Mingəçevir (1989-2006)
- Nachitsjevan (1986-2004)
- Soemgait (1961-2006)

## België
opgeheven:
- Antwerpen (1929-1964)
- Brussel (1939-1964)
- Gent (1989, tijdelijk gesloten in 2004, heropend op 15 oktober 2005, definitief opgeheven in 2009) → Gentse trolleybus
- Luik (1930-1971)

## Bosnië en Herzegovina
- Sarajevo

## Brazilië
- Santos
- São Paulo

opgeheven:
- Araraquara (1959- 2000)
- Belo Horizonte (1953-1969)
- Campos dos Goytacazes (1958-1967)
- Fortaleza (1967-1972)
- Niterói (1953-1967)
- Porto Alegre (1963-1969)
- Recife (1960-2001)
- Ribeirão Preto (1982-1999)
- Rio Claro (1986-1993)
- Rio de Janeiro (1962-1971)
- Salvador da Bahia (1959-1968)

## Bulgarije
- Boergas (1989)
- Chaskovo (1993)
- Pazardzjik (1993)
- Pleven (1985)
- Roese (1988)
- Sliven (1986)
- Sofia (1941)
- Stara Zagora (1988)
- Varna (1986)
- Vratsa (1988)

opgeheven:
- Kazanlik (1987-1999)
- Veliko Tarnovo (1988-2009)
- Plovdiv (1955-2012)
- Gabrovo (1987-2013)
- Dobritsj (1988-2014)
- Pernik (1987-2015)

## Canada
- Vancouver

opgeheven:
- Edmonton
- Hamilton
- Toronto
- Winnipeg (1938-1970)

## Chili
- Valparaíso (1982)

opgeheven:
- Santiago (1947-1978)
- Santiago (1991-1994)
- Valparaíso (1952-1981)

## China
- Beijing (1924)
- Dalian (1960)
- Guangzhou (1960)
- Hangzhou (1961)
- Jinan (1977)
- Luoyang (1984)
- Qingdao (1960)
- Shanghai (1914)
- Taiyuan (1960)
- Wuhan (1958)

gesloten:
- Anshan (Shenyang) (1974-1999)
- Benxi (Liaoning) (1960-1998)
- Changchun (Jilin) (1960-2001)
- Chengdu (Sichuan) (1962-1996)
- Chongqing (Chongqing) (1955-2004)
- Fuzhou (Fujian) (1983-2001)
- Harbin (Heilongjiang) (1958-2008)
- Jilin (Jilin) (1960-2000)
- Lanzhou (Gansu) (1959-2008)
- Nanchang (Wuhan) (1971-2009)
- Nanjing (Jiangsu) (1960-1996)
- Nanning (Guangxi) (1960-1996)
- Qiqihar (Heilongjiang) (1959-2002)
- Tianjin (Tianjin) (1951-1995)
- Tianshui (Gansu) (1958-1961)
- Wuhan Iron & Steel (Hubei) (1962-2006)
- Xi'an (Shaanxi)| (1959-2009)
- Zhengzhou (Henan) (1979-2010)

## Colombia
opgeheven:
- Bogota (1948-1991)
- Medellín (1929-1950)

## Denemarken
opgeheven:
- Kopenhagen (1927-1971)
- Kopenhagen (1993-1994) - proef met duobussen
- Odense (1939-1959)

## Duitsland
- Eberswalde (1940) → Trolleybus van Eberswalde
- Esslingen am Neckar (1944)
- Solingen (1952) → Trolleybus van Solingen

opgeheven:
- Aken (1944-1974) → Trolleybus van Aken
- Augsburg (1943-1959)
- Baden-Baden (1949-1971)
- Berlijn (1933-1973)
- Bielefeld (1944-1968)
- Bochum (1949-1959)
- Bonn (1951-1971) → Trolleybus van Bonn
- Bremen (1949-1961)
- Bremerhaven (1947-1958)
- Darmstadt (1944-1963)
- Dortmund (1942-1967)
- Dresden (1947-1975)
- Duisburg (1954-1967)
- Erfurt (1948-1975)
- Essen (1949-1957)
- Essen (1983-1995)
- Flensburg (1943-1957)
- Frankfurt am Main (1944-1959)
- Gera (1939-1977) → Trolleybus van Gera
- Gießen (1941-1968)
- Greiz (1945-1969)
- Gummersbach (1948-1962)
- Hamburg (1912-1949) (stroomafname met Schiemann-systeem)
- Hamburg (1949-1958)
- Hannover (1937-1958)
- Heilbronn (1951-1960)
- Hildesheim (1943-1969)
- Hoyerswerda (1989-1994) → Trolleybus van Hoyerswerda
- Idar-Oberstein (1932-1969) → Trolleybus van Idar-Oberstein
- Kaiserslautern (1949-1985) → Trolleybus van Kaiserslautern
- Kassel (1944-1962)
- Keulen (1950-1959)
- Kiel (1944-1964)
- Koblenz (1941-1970)
- Krefeld (1949-1964) → Trolleybus van Krefeld
- Landshut (1948-1966)
- Leipzig (1938-1975)
- Maagdenburg (1951-1970)
- Mainz (1946-1967)
- Marburg (1951-1968)
- Mettmann-Gruiten (1930-1954)
- Moers (1952-1968) → Trolleybus van Moers
- München (1948-1966)
- Münster (1949-1968)
- Neunkirchen (1953-1964)
- Neurenberg (1948-1962)
- Neuss (1948-1959)
- Neuwied (1949-1963)
- Offenbach (1951-1972)
- Oldenburg (1936-1957)
- Osnabrück (1949-1968)
- Pforzheim (1951-1969)
- Pirmasens (1941-1967) → Trolleybus van Pirmasens
- Potsdam (1949-1995)
- Regensburg (1953-1963)
- Rheydt (1952-1973)
- Saarbrücken (1948-1964)
- Siegen (1941-1969)
- Suhl (nooit geopend) → Trolleybus van Suhl
- Trier (1940-1970)
- Ulm (1947-1963)
- Völklingen (1950-1967)
- Weimar (1948-1993) → Trolleybus van Weimar
- Wiesbaden (1948-1961)
- Wilhelmshaven (1942-1960)
- Wuppertal (1949-1972) → Trolleybus van Wuppertal
- Zwickau (1938-1977)

## Ecuador
- Quito (1995). Metro-achtig systeem (op een groot deel van het traject heeft de bus een vrije baan, en overal zijn er hoge perrons met toegangs (betaal) poortjes)

## Egypte
- Caïro (1950-1981)

## Estland
- Tallinn (1965)

## Finland
opgeheven:
- Helsinki (1949-1974 en 1979-1985)
- Tampere (1948-1976)

## Filipijnen
opgeheven:
- Manilla (1929-1941)

## Frankrijk
- Limoges (1943)
- Lyon (1936)
- Nancy (1982) → Tramway de Nancy
- Saint-Étienne (1940)

opgeheven:
- Amiens (1946-1963)
- Belfort (1952-1972)
- Brest (1947-1970)
- Bordeaux (1940-1954)
- Dijon (1950-1966)
- Forbach (1950-1970)
- Grenoble (1947-1999) → Trolleybus van Grenoble
- Le Havre (1947-1970)
- Le Mans (1947-1969)
- Marseille (1942-2004)
- Metz (1947-1966)
- Mulhouse (1946-1968)
- Nice (1942-1970)
- Parijs (1925-1935)
- Parijs (1943-1966)
- Perpignan (1952-1968)
- Poitiers (1943-1965)
- Rouen (1933-1970)
- Saint-Malo (1948-1959)
- Straatsburg (1939-1962) → Trolleybus van Straatsburg
- Toulon (1950-1973)
- Tours (1949-1968)

## Georgië
- Soechoemi (1968)

opgeheven:
- Batoemi (1978-2005)
- Gori (1972-2010)
- Koetaisi (1949-2009)
- Ozoergeti (1980-2006)
- Poti (1980-2004)
- Roestavi (1971-2009)
- Samtredia (1982-2000)
- Tbilisi (1937-2006)
- Tschinvali (1982-1990)
- Tsjiatoera (1967-2008)
- Zoegdidi (1986-2009)

## Griekenland
- Athene (1953)
- Piraeus (1949) fysieke koppeling met het trolleynetwerk van Athene.

## Hongarije
- Boedapest (1949) → Trolleybus van Boedapest
- Debrecen (1985)
- Szeged (1979)

## Italië
- Ancona (1949)
- Bologna (1991)
- Cagliari (1952)
- Chieti (2009)
- Genua (1997)
- La Spezia (1951)
- Lecce (2012)
- Milaan (1933)
- Modena (1950)
- Napels (stadsnet) (2004)
- Napels (voorstadsnet) (1940)
- Parma (1953)
- Rimini (1939)
- Rome (één lijn, 2005, in het centrum op aggregaat)
- San Remo (1942)

opgeheven:
- Alba (1910-1919)
- Alessandria (1951-1974)
- Anzio (1939-1944)
- Argegno (1909-1922)
- Avellino (1947-1973)
- Bari (1939-1987)
- Bergamo (1921-1922)
- Bergamo (1949-1978)
- Bologna (1940-1945)
- Bologna (1955-1982)
- Brescia (1936-1968)
- Carrara (1955-1985)
- Caserta (1961-1972)
- Catania (1949-1966)
- Châtillon (1920-1925)
- Chieti (1950-1992)
- Civitanova Marche (1956-1974)
- Como (1938-1978)
- Cremona (1940-2002)
- Cuneo (1932-1968)
- Desenzano del Garda (1926-1932)
- Edolo (1915-1918)
- Falconara (1949-1972)
- Ferrara (1938-1975)
- Fermo (1958-1977)
- Florence (1937-1973)
- Gallarate (1904-1906)
- Genua (1938-1973)
- Ivrea (1908-1935)
- L'Aquila (1909-1924)
- La Spezia (1906-1909)
- Lanzo d'Intelvi (1912-1922)
- Livorno (1935-1973)
- Marostica (1916-1919)
- Milaan (1906-1907)
- Napels (stadsnet) (1940-1974)
- Padua (1937-1970)
- Palermo (1939-1966)
- Pavia (1952-1968)
- Perugia (1943-1975)
- Pescara (1903-1904)
- Pisa (1952-1968)
- Primolano (1915-1918)
- Rome (1937-1972)
- Salerno (1937-1987)
- Siena (1907-1917)
- Nationaal Park Stelvio (1940-1956)
- Tirano (1915-1916)
- Tirano (1940-1950)
- Turijn (1902-1902)
- Turijn (1931-1980)
- Trapani (1952-1967)
- Triëst (1935-1975)
- Val d'Intelvi (1912-1922)
- Venetië-Lido di Venezia (1941-1968)
- Venetië-Mestre (1933-1967)
- Verona (1937-1981)
- Vicenza (1928-1970)

## Letland
- Riga (1947)

## Litouwen
- Kaunas (1948)
- Vilnius (1957)

## Marokko
opgeheven:
- Casablanca (1932-1972)

## Mexico
- Guadalajara (1977)
- Mexico-Stad (1952)

## Moldavië
- Bălți (1972)
- Bender (1993)
- Chisinau (1949)
- Tiraspol (1967)

## Mongolië
- Ulaanbaatar (1987) → Trolleybus van Ulaanbaatar

## Nederland
- Arnhem (1949) → Arnhemse trolleybus

opgeheven:
- Groningen (1927-1965) → Groningse trolleybus
- Nijmegen (1952-1969) → Nijmeegse trolleybus
- Rotterdam (proefbedrijf 1944) → Rotterdamse trolleybus

## Nieuw-Zeeland
opgeheven:
- Auckland (1938-1980)
- Christchurch (1931-1956)
- Dunedin (1950-1982)
- New Plymouth (1950-1967)
- Wellington (1924-1932 en 1949-2017)

## Noord-Korea
- Ch'ŏngjin
- Hamhŭng
- Kanggye
- Pyongsong
- Pyongyang

## Noorwegen
- Bergen (1950)

opgeheven:
- Drammen (1916-1967)
- Oslo (1943-1968)

## Oekraïne
- Charkov
- Dnipro
- Donetsk
- Kiev
- Lviv
- Odessa
- Simferopol-Jalta ('s werelds langste lijn)
- Ternopil
- Tsjernivtsi
- Vinnytsja
- Zaporizja
- Zjytomyr

## Oostenrijk
- Linz (1944)
- Salzburg (1940)

opgeheven:
- Gmünd (1907-1916)
- Graz (1940-1967)
- Innsbruck (1944-1976) en (1988-2007) → Trolleybus van Innsbruck
- Judenburg (1910-1914)
- Kapfenberg (1944-2002)
- Klagenfurt (1944-1963)
- Klosterneuburg (1908-1919)
- Leoben (1949-1973)
- Sankt Lambrecht (1945-1951)
- Wenen (1908-1938)
- Wenen (1946-1958)

## Polen
- Gdynia (1943)→ Trolleybus van Gdynia
- Lublin (1953)
- Tychy (1982)

opgeheven:
- Dębica (1988-1990)
- Legnica (1946-1957)
- Olsztyn (1939-1971)
- Poznań (1930-1970)
- Słupsk (1985-1999)
- Wałbrzych (1943-1973)
- Warschau (1946-1973)
- Warschau (1983-1995)
- Wrocław (1912-1913)

## Portugal
- Coimbra (1948)

opgeheven:
- Porto (1959-1997)
- Braga (1963-1979)

## Roemenië
- Boekarest
- Brăila (1988)
- Brașov
- Constanța
- Cluj-Napoca
- Galați (1969)
- Iași (1985)
- Mediaș (1989)
- Satu Mare
- Sibiu (1983)
- Slatina (1997)
- Suceava (1987)
- Târgoviște (1995)
- Timișoara (1941)
- Vaslui (1994)

## Rusland
- Abakan (1980)
- Almetjevsk (1976)
- Archangelsk (1974)
- Astrachan (1967)
- Balakovo (1967)
- Barnaoel (1973)
- Belgorod (1967)
- Berezniki (1961)
- Blagovesjtsjensk (1979)
- Bratsk (1975)
- Brjansk (1960)
- Chabarovsk (1975)
- Chimki (1997)
- Dzerzjinsk (1976)
- Irkoetsk (1970)
- Ivanovo (1962)
- Izjevsk (1968)
- Jaroslavl (1949)
- Jekaterinenburg (1943)
- Josjkar-Ola (1971)
- Kaliningrad (1975)
- Kaloega (1956)
- Kamensk-Oeralski (1956)
- Kazan (1948)
- Kemerovo (1970)
- Kirov (1943)
- Koergan (1965)
- Koersk (1972)
- Kostroma (1974)
- Kovrov (1975)
- Krasnodar (1950)
- Krasnojarsk (1959)
- Machatsjkala (1973)
- Majkop (1974)
- Miass (1985)
- Moermansk (1962)
- Moskou (1933) - Grootste trolleynetwerk ter wereld (80 lijnen, 1900 trolleybussen)
- Naltsjik (1980)
- Nizjni Novgorod (1947)
- Novgorod (1995)
- Novokoejbysjevsk (1986)
- Novokoeznetsk (1978)
- Novorossiejsk (1969)
- Novosibirsk (1957)
- Oefa (1962)
- Oeljanovsk (1973)
- Omsk (1955)
- Orel (1968)
- Orenburg (1953)
- Penza (1948)
- Perm (1960)
- Petrozavodsk (1961)
- Rjazan (1949)
- Roebtsovsk (1973)
- Rostov aan de Don (1936)
- Rybinsk (1976)
- Samara (1942)
- Saransk (1966)
- Saratov (1952)
- Sint-Petersburg (1936)
- Sjachty (1975)
- Syzran (2002)
- Taganrog (1977)
- Toela (1962)
- Tomsk (1957)
- Tsjeboksary (1964)
- Tsjeljabinsk (1942)
- Tsjerkessk (1988)
- Tsjita (1970)
- Tver (1967)
- Vladikavkaz (1977)
- Vladimir (1952)
- Vladivostok (1965)
- Volgodonsk (1977)
- Vologda (1976)
- Voronezj (1960)
- Wolgograd (1960)

opgeheven:
- Grozny (1975-1994)

## Servië
- Belgrado

## Slowakije
- Banská Bystrica
- Bratislava
- Košice
- Žilina
- Prešov

## Singapore
opgeheven:
- Singapore (1926-1962)

## Spanje
- Castellón de la Plana

opgeheven:
- Barcelona (1941-1968)
- Bilbao (1940-1978)
- Tarragona-Reus (1952-1973)
- La Coruña (1950-1971)
- Madrid (1950-1966)
- Pontevedra (1943-1989)
- San Sebastian (1948-1973)
- Santander (1951-1971)
- Santander-El Astillero (1955-1975)
- Tetuán (1950-1975)
- Valencia (1951-1975)
- Zaragoza (1951-1975)

## Trinidad en Tobago
opgeheven
- Port of Spain (1941-1956)

## Turkije
opgeheven:
- Ankara (1947-1981)
- Istanboel (1961-1984)
- İzmir (1954-1992)

## Tsjechië
- Brno
- České Budějovice (1991)
- Chomutov-Jirkov (1995)
- Hradec Králové
- Jihlava (1948)
- Liberec
- Mariënbad (1952)
- Opava (1952)
- Ostrava (1952)
- Pardubice (1952)
- Pilsen (1941)
- Teplice (1952)
- Ústí nad Labem (1988)
- Zlín (1944)

opgeheven:
- České Budějovice (1948-1971)
- Děčín (1950-1973)
- Praag (1936-1972)

## Tunesië
opgeheven:
- Tunis (1945-1970) → Trolleybus van Tunis

## Uruguay
opgeheven:
- Montevideo (1951-1992)

## Verenigd Koninkrijk
opgeheven:
- Ashton-under-Lyne (1925-1966)
- Belfast (1938-1968)
- Birmingham (1922-1951)
- Bournemouth (1934-1969)
- Bradford (1911-1972)
- Brighton (1939-1961)
- Cardiff (1942-1970)
- Chesterfield (1927-1938)
- Cleethorpes (1937-1960)
- Darlington (1926-1957)
- Derby (1932-1967)
- Doncaster (1938-1963)
- Grimsby (1926-1960)
- Hastings (1928-1959) → Trolleybus van Hastings
- Huddersfield (1933-1968)
- Ipswich (1923-1963)
- Keighley (1913-32)
- Kingston upon Hull (1937-1964)
- Leeds (1911-1928)
- Llanelli (1932-1952)
- Londen (1931-1962) → Trolleybus van Londen
- Maidstone (1928-1967)
- Newcastle upon Tyne (1939-1966)
- Pontypridd (1932-1952)
- Portsmouth (1934-1963)
- Reading (1936-1968)
- Rotherham (1912-1965)
- Southend-on-Sea (1925-1954)
- South Lancashire (1930-1958)
- South Shields (1936-1964)
- St. Helens (1927-1958)
- West Hartlepool (1924-1953)
- Wolverhampton (1925-1967)
- York (1920-1935)

## Verenigde Staten
- Boston
- Dayton
- Philadelphia
- San Francisco
- Seattle

Opgeheven:
- Akron (Akron Transportation Company (ATC)(1941 – 1959)
- Atlanta (Georgia Power Company/Atlanta Transit)(1937 – 1963)
- Baltimore (United Railways & Electric Co./Baltimore Transit Company (BTCo)/National City Lines)(1922 – 1931 & 1938 – 1959)
- Birmingham (Birmingham Electric Company/Birmingham Transit)(1947 – 1958)
- Brooklyn (Brooklyn and Queens Transit Corporation (BQT)/Brooklyn Manhattan Transit (BMT)/New York City Transit Authority (NYCTA)(1930 – 1960)
- Chicago (Chicago Surface Lines (CSL)/Chicago Transit Authority (CTA)(1930 – 1973)
- Cincinnati (Cincinnati Street Railway (CSR)(1936 – 1965)
- Dallas (Dallas Railway and Terminal Company (DR & T)/Dallas Transit Company (DTC)(1946 – 1966)
- Cleveland (Cleveland Railway Company (CRC)/Cleveland Transit System (CTS)(1936 - 1963)
- Columbus (Columbus Railway Power and Light (CRP&L)/Columbus and Southern Ohio Electric (C&SOEC)/Columbus Transit Company (CTC)(1933 – 1965)
- Denver (Denver Tramways Corporation (DTC)(1940 – 1955)
- Des Moines (Des Moines Railway (DMR)/Des Moines Transit Company (DMTC)(1938 – 1964)
- Detroit (Detroit Department of Street Railways (DSR)(1949 – 1962)
- Duluth (Duluth-Superior Transit Company (DST)(1931 – 1957)
- Fitchburg (Fitchburg and Leominster Street Railway Company (F&L)(1932 – 1946)
- Flint (Flint Trolley Coach)(1937 – 1956)
- Fort Wayne (Fort Wayne Transit (FWT)(1940 – 1960)
- Greensboro/Greenville (Greensboro Southern Public Utilities Company Duke Power)(1934 – 1956)
- Honolulu (Honolulu Rapid Transit Company (HRT)(1938 – 1957)
- Indianapolis (Indianapolis Railways (IR)/Indianapolis Transit System (ITS)(1932 – 1957)
- Johnstown (Johnstown Traction Co. (JTC)(1951 – 1967)
- Kansas City (Kansas City Public Service Co.) (1938 – 1959)
- Knoxville (Knoxville Transit Lines)(1930 – 1945)
- Little Rock (Capital Transportation Company (CTC)(1947 – 1956)
- Los Angeles (Los Angeles Railway Co. (LARy)/Los Angeles Transit Lines (LATL)(1947 – 1963)
- Louisville (Louisville Railways Co (LRC)(1936 – 1951)
- Memphis (Tennessee) (Memphis Street Railway/Memphis Transit Authority)(1931 – 1960)
- Milwaukee (The Milwaukee Electric Railway and Light Co (TMER & L)/The Milwaukee Electric Railway and Transport Co (TMER & T)(1936 – 1965)
- Newark (Public Service Coordinated Transport Company New Jersey (PSCT PSNJ)(1935 – 1948)
- New Orleans (New Orleans Public Service Incorporated (NOPSI)(1929 – 1967)
- Peoria (Illinois Power and Light Corporation/Peoria Transportation Company)(1931 – 1946)
- Portland (Portland Traction Company (PTC)/Rose City Transit Company) (1936 – 1958)
- Providence (United Electric Railways (UER)/United Transit Company (UTC)(1931 – 1955)
- Rockford (Rockford Electric Company/The Central Illinois Electric and Gas Company)(1930 – 1947)
- Salt Lake City (Utah Light and Traction Company (UL&T)/Salt Lake City Lines)(1928 – 1946)
- Shreveport (Shreveport Railways Company/Shreveport Transit Company (1931 – 1965)
- St. Joseph (St Joseph Railway, Light, Heat, and Power Company)(1932 -1966)
- Toledo (Toledo Community Traction Company (CTC)(1935 – 1952)
- Topeka (Kansas Power and Light (KP&L)(1932 – 1940)
- Wilkes-Barre (Wilkes-Barre Railway Corporation/Wilkes-Barre Trackless Trolley Company (WBTT)/American Transportation Enterprises (ATE)(1939 – 1958)
- Wilmington (Wilmington Delaware Coach Company)(1939 – 1957)
- Youngstown (Youngstown Municipal Railway (YMR)/Youngstown Transit Company (YTC)(1936 – 1959)

## Vietnam
opgeheven:
- Hanoi (1986-1993)

## Wit-Rusland
- Babroejsk (1976)
- Brest (1981)
- Homel (1962)
- Hrodna (1974)
- Mahiljow (1970)
- Minsk (1952)
- Vitebsk (1978)

## Zuid-Afrika
opgeheven:
- Kaapstad (1935-1964)
- Durban (1935-1968)
- Johannesburg (1936-1986)
- Pretoria (1939-1972)

## Zweden
- Landskrona (2003) → Trolleybus van Landskrona

opgeheven:
- Göteborg (1940-1964)
- Stockholm (1941-1964)

## Zwitserland
- Bern (1940)
- Biel/Bienne (1940)
- Fribourg (1949)
- Genève (1942) → Trolleybus van Genève
- La Chaux-de-Fonds (1949-2014)
- Lausanne (1932)
- Luzern (1941)
- Neuchâtel (1940)
- Sankt Gallen (1950)
- Schaffhausen (1966)
- Vevey-Montreux-Villeneuve (1957) - streeklijn langs het Meer van Genève
- Winterthur (1938)
- Zürich (1939)

opgeheven:
- Altstätten (1940-1977)
- Bazel (1941-2008)
- Fribourg (1912-1932)
- Les Hauts-Geneveys (1948-1984)
- Lugano (1954-2001) → Trolleybus van Lugano
- Mühleberg (1918-1922)
- Thun (1952-1982) → Trolleybus Thun - Beatenbucht
- Villeneuve (1900-1903)

## Aanverwante artikelen
- Trolleybus
- bus
- Openbaar vervoer